# Frørup Kirke (Nyborg Kommune)
 For alternative betydninger, se Frørup Kirke. (Se også artikler, som begynder med Frørup Kirke)
Frørup Kirke er kirken i Frørup Sogn i Nyborg Kommune (tidligere Ørbæk Kommune).

## Eksterne kilder og henvisninger
- Frørup Kirke Arkiveret 19. september 2015 hos  Wayback Machine hos KortTilKirken.dk